# Bruno Giacomelli
Bruno Giacomelli (Borgo Poncarale, 10 de setembro de 1952) é um ex-automobilista italiano.
Ele venceu um dos dois Campeonatos Britânicos de Fórmula 3 de 1976 e o campeonato de Fórmula 2 de 1978. Ele participou em 82 GPs de Fórmula 1, fazendo a sua primeira corrida em 11 de setembro de 1977. Ele conseguiu uma pole e conseguiu um pódio e marcou um total de 14 pontos no campeonato.

## Fórmula 2 e Fórmula 3
Giacomelli liderou do início ao fim em um March Engineering Toyota a corrida de Fórmula 3 que antecedeu ao Grande Prêmio de Mônaco de 1976. Sua média horária foi de 74,84 milhas por hora. Giacomelli retirou-se da Fórmula 2 no Grand Prix de Pau, França em maio de 1977, depois de seu carro chocar-se com o de Jacques Laffite. Giacomelli manteve seus pontos da Fórmula 2 liderando com um terceiro lugar no Grand Prix de Mugello em Florença, Itália, em maio de 1978. A corrida foi vencida por Derek Daly em um Chevron Cars Ltd. Em 1978, no Grand Prix de Rouen, Giacomelli solidificou sua liderança no Campeonato de Pilotos Europeus na divisão da Fórmula 2. Ele levou a March à vitória depois de ter largado na pole position.

## Fórmula 1
Giacomelli conseguiu um surpreendente sexto lugar em um Alfa Romeo na corrida de qualificação em Brands Hatch para o Grande Prêmio da Grã-Bretanha de 1980. Giacomelli conseguiu posteriormente um terceiro lugar no tempo de qualificação para o Grande Prêmio da Itália de 1980 em Ímola. Três de seus seis mecânicos sofreram um acidente de helicóptero na sexta-feira anterior à corrida quando se dirigiam para o autódromo. Ele conseguiu a pole position para o Grande Prêmio dos Estados Unidos de 1980 em Watkins Glen, Nova Iorque em seu Alfa Romeo. Giacomelli melhorou em 1,25 segundos o seu tempo do primeiro dia de prova, com um tempo de 1 minuto 33,29 segundos nas 3,37 milhas da pista. Giacomelli foi eliminado da largada do Grande Prêmio da Bélgica de 1982 em Zolder quando seu Alfa Romeo colidiu com os carros de Eliseo Salazar e Manfred Winkelhock.

### Fórmula 1[9]
(legenda) (Corrida em negrito indica pole position)
| Ano  | Equipe                   | Chassis         | Motor                 | 1         | 2         | 3         | 4         | 5         | 6         | 7         | 8         | 9         | 10        | 11        | 12        | 13        | 14        | 15        | 16        | 17  | Pontos | Posição  |
| ---- | ------------------------ | --------------- | --------------------- | --------- | --------- | --------- | --------- | --------- | --------- | --------- | --------- | --------- | --------- | --------- | --------- | --------- | --------- | --------- | --------- | --- | ------ | -------- |
| 1977 | Marlboro Team McLaren    | McLaren M23     | Ford Cosworth DFV V8  | ARG       | BRA       | RSA       | USW       | ESP       | MON       | BEL       | SWE       | FRA       | GBR       | GER       | AUT       | NED       | ITA Ret G | USA       | CAN       | JPN | 0      | NC (48º) |
| 1978 | Marlboro Team McLaren    | McLaren M26     | Ford Cosworth DFV V8  | ARG       | BRA       | RSA       | USW       | MON       | BEL 8º G  | ESP       | SWE       | FRA Ret G | GBR 7º G  | GER       | AUT       | HOL Ret G | ITA 14º G | USA       | CAN       |     | 0      | NC (23º) |
| 1979 | Marlboro Team Alfa Romeo | Alfa Romeo 177  | Alfa Romeo 115-12 F12 | ARG       | BRA       | RSA       | USW       | ESP       | BEL Ret G | MON       | FRA 17º G | GBR       | GER       | AUT       | NED       |           |           |           |           |     | 0      | NC (32º) |
| 1979 | Marlboro Team Alfa Romeo | Alfa Romeo 179  | Alfa Romeo 115-12 F12 |           |           |           |           |           |           |           |           |           |           |           |           | ITA Ret G | CAN       | USA Ret G |           |     | 0      | NC (32º) |
| 1980 | Marlboro Team Alfa Romeo | Alfa Romeo 179  | Alfa Romeo 1260 V12   | ARG 5º G  | BRA 13º G | AFS Ret G | USW Ret G | BEL Ret G | MON Ret G | FRA Ret G | GBR Ret G | ALE 5º G  | AUT Ret G | HOL Ret G | ITA Ret G | CAN Ret G | USA Ret G |           |           |     | 4      | 18º      |
| 1981 | Marlboro Team Alfa Romeo | Alfa Romeo 179C | Alfa Romeo 1260 V12   | USW Ret M | BRA NC M  | ARG 10º M | SMR Ret M | BEL 9º M  | MON Ret M | ESP 10º M | FRA 15º M |           |           |           | HOL Ret M | ITA 8º M  | CAN 4º M  | LVG 3º M  |           |     | 7      | 15º      |
| 1981 | Marlboro Team Alfa Romeo | Alfa Romeo 179D | Alfa Romeo 1260 V12   |           |           |           |           |           |           |           |           | GBR Ret M | ALE 15º M | AUT Ret M |           |           |           |           |           |     | 7      | 15º      |
| 1982 | Marlboro Team Alfa Romeo | Alfa Romeo 179D | Alfa Romeo 1260 V12   | AFS 11º M |           |           |           |           |           |           |           |           |           |           |           |           |           |           |           |     | 2      | 22º      |
| 1982 | Marlboro Team Alfa Romeo | Alfa Romeo 182T | Alfa Romeo 1260 V12   |           | BRA Ret M | USW Ret M | SMR Ret M | BEL Ret M | MON Ret M | USE Ret M | CAN Ret M | HOL 11º M | GBR 7º M  | FRA 9º M  | ALE 5º M  | AUT Ret M | SUI 12º M | ITA Ret M | LVG 10º M |     | 2      | 22º      |
| 1983 | Candy Toleman Motorsport | Toleman TG183B  | Hart 415T L4 Turbo    | BRA Ret P | USW Ret P | FRA 13º P | SMR Ret P | MON NQ P  | BEL 8º P  | USE 9º P  | CAN Ret P | GBR Ret P | ALE Ret P | AUT Ret P | HOL 13º P | ITA 7º P  | EUR 6º P  | AFS Ret P |           |     | 1      | 19º      |
| 1990 | Life Racing Engines      | Life F190       | Life F35 W12          | USA       | BRA       | SMR NPQ G | MON NPQ G | CAN NPQ G | MEX NPQ G | FRA NPQ G | GBR NPQ G | ALE NPQ G | HUN NPQ G | BEL NPQ G | ITA NPQ G |           |           |           |           |     | -      | NC       |
| 1990 | Life Racing Engines      | Life F190       | Judd EV V8            |           |           |           |           |           |           |           |           |           |           |           |           | POR NPQ G | ESP NPQ G | JAP       | AUS       |     | -      | NC       |

## CART
Ele fez 11 largadas na CART em 1984 e 1985, 10 pela Patrick Racing. Seu melhor desempenho foi um quinto lugar no circuito de rua de Meadowlands em 1985. Ele tentou, mas não conseguiu a classificação para o Indianapolis 500 de 1984.
Depois desse tempo na CART, Giacomelli ficou longe da linha de frente das corridas. Porém, em 1989 ressurgiu como piloto de teste da equipe March Engineering (ainda chamada de Leyton House Racing) e em 1990 correu toda a temporada pela equipe Life. Com um chassi antiquado e um terrível (mas inovador) motor W12, a Life foi um desastre e Giacomelli não passou da pré-qualificação.

### CART[10]
| Ano  | Equipe          | Chassi      | Motor                 | 1         | 2         | 3         | 4         | 5       | 6        | 7    | 8         | 9   | 10      | 11       | 12   | 13     | 14   | 15        | 16  | Pontos | Posição |
| ---- | --------------- | ----------- | --------------------- | --------- | --------- | --------- | --------- | ------- | -------- | ---- | --------- | --- | ------- | -------- | ---- | ------ | ---- | --------- | --- | ------ | ------- |
| 1984 | Theodore Racing | Theodore 83 | Cosworth DFX V8 Turbo | LBH Ret G | PHX1 NQ G |           | MIL       | POR     | MEA      | CLE  | MIS1      | ROA | POC     | MDO      | SAN  | MIS2   | PHX2 |           | LVG | 5      | 33º     |
| 1984 | Theodore Racing | Theodore 84 | Cosworth DFX V8 Turbo |           |           | INDY NQ G | MIL       | POR     | MEA      | CLE  | MIS1      | ROA | POC     | MDO      | SAN  | MIS2   | PHX2 |           | LVG | 5      | 33º     |
| 1984 | Patrick Racing  | March 84C   | Cosworth DFX V8 Turbo |           |           |           | MIL       | POR     | MEA      | CLE  | MIS1      | ROA | POC     | MDO      | SAN  | MIS2   | PHX2 | LS 8 G    | LVG | 5      | 33º     |
| 1985 | Patrick Racing  | March 85C   | Cosworth DFX V8 Turbo | LBH Ret G | INDY      | MIL       | POR Ret G | MEA 5 G | CLE 10 G | MIS1 | ROA Ret G | POC | MDO 6 G | SAN 16 G | MIS2 | LS 6 G | PHX  | MIA Ret G |     | 32     | 19º     |

### 24 Horas de Le Mans[11]
| Ano  | Equipe                | Nº | Co-Pilotos                           | Chassi                             | Pneus | Classe | Voltas | Posição Geral | Posição Na Categoria |
| Ano  | Equipe                | Nº | Co-Pilotos                           | Motor                              | Pneus | Classe | Voltas | Posição Geral | Posição Na Categoria |
| ---- | --------------------- | -- | ------------------------------------ | ---------------------------------- | ----- | ------ | ------ | ------------- | -------------------- |
| 1988 | Kenwood Kremer Racing | 10 | Kunimitsu Takahashi Hideki Okada     | Porsche 962CK6                     | Y     | C1     | 370    | 9ª            | 9º                   |
| 1988 | Kenwood Kremer Racing | 10 | Kunimitsu Takahashi Hideki Okada     | Porsche Type-935 2.8L Turbo Flat-6 | Y     | C1     | 370    | 9ª            | 9º                   |
| 1989 | Kenwood Kremer Racing | 10 | Kunimitsu Takahashi Giovanni Lavaggi | Porsche 962C                       | Y     | C1     | 303    | DNF           | DNF                  |
| 1989 | Kenwood Kremer Racing | 10 | Kunimitsu Takahashi Giovanni Lavaggi | Porsche Type-935 2.8L Turbo Flat-6 | Y     | C1     | 303    | DNF           | DNF                  |
| 1990 | Richard Lloyd Racing  | 44 | John Watson Allen Berg               | Porsche 962C                       | G     | C1     | 335    | 11º           | 11º                  |
| 1990 | Richard Lloyd Racing  | 44 | John Watson Allen Berg               | Porsche Type-935 3.0L Turbo Flat-6 | G     | C1     | 335    | 11º           | 11º                  |